# Пак Нам Чол (1988)
Пак Нам Чол (кор. 박남철, 朴南哲; народився 3 жовтня 1988; Пхеньян, КНДР) — північнокорейський футболіст, захисник клубу «Амроккан» та національної збірної Корейської Народно-Демократичної Республіки.

## Титули і досягнення
- Переможець Юнацького (U-19) кубка Азії: 2006
- Володар Кубка виклику АФК: 2010, 2012